# Straža na Gori
Straža na Gori – wieś w Słowenii, w gminie Šentjur. W 2018 roku liczyła 112 mieszkańców.